# 코난 2 - 디스트로이어
《코난 2 - 디스트로이어》(Conan The Destroyer)는 미국에서 제작된 리처드 플레이셔 감독의 1984년 액션, 판타지, 모험 영화이다. 아놀드 슈왈제네거 등이 주연으로 출연하였고 라파엘라 드 로렌티스 등이 제작에 참여하였다.

## 출연

### 주연
- 아놀드 슈왈제네거
- 그레이스 존스
- 윌트 체임벌린

### 조연
- 이와마츠 마코
- 트레이시 월터
- 사라 더글러스
- 올리비아 다보
- 팻 로치
- 제프 코리
- 스벤-올리 도슨
- 브루스 프레이셔
- 페르디 마이네

## 기타
- 미술: 피에르 루이지 배질
- 의상: 존 브룸필드
- 배역: 조한나 레이